# Munidopsis latirostris
Munidopsis latirostris är en kräftdjursart som beskrevs av Faxon 1893. Munidopsis latirostris ingår i släktet Munidopsis och familjen trollhumrar. Inga underarter finns listade i Catalogue of Life.